# Parafia św. Marcina z Tours w Strzelcach Wielkich
Parafia św. Marcina z Tours w Strzelcach Wielkich – parafia rzymskokatolicka, znajdująca się w archidiecezji poznańskiej, w dekanacie gostyńskim.